# 長崎成功丸
長崎成功丸（日语：V・ファーレン長崎），是一支日本長崎職業足球會，2004年成立，由兩支球隊「有明SC」和「國見FC」合併成軍，2006年正式註冊，並於2009年成功申請日職聯職業牌照。2013年首度出戰日乙，2018年首次於日職聯作賽。隊名Varen是荷蘭語中的「航海」。

## 名字
球隊的名字V·Varen的第一個V是葡語Vitoria的字首，可解作勝利；同時亦是荷蘭語「多様性」（VARIEDADE）以及「和平」(Vrede)的字首。而Varen則是荷蘭語中解作「航海」，因此支持者會以「大航海」來稱呼球隊。

### 意味

#### 勝利
“現在”努力而直截了當，搶奪勝利。

#### 多様性
基於長崎作為向世界開放的港口城市發展並接受世界文化的溫暖氣質，我們重視多樣性和尊重我們的對手，無論他們是朋友還是敵人。

#### 和平
作為家鄉是人類最後被轟炸的地區的體育俱樂部，我們將通過遊戲和區域合作活動傳達和平的重要性，將和平的珍貴傳遞給下一代。

#### 航海
與許多從長崎出發前往世界海洋的水手一樣，我們的目標是成為一個通過運動走向世界的俱樂部。此外，作為創造未來的體育俱樂部，我們將繼續保持前沿精神，積極迎接新的挑戰。

## 簡史
球會於2004年成立，由有明町為根據地、於1985年成立的「有明SC」及附屬於國見高校的「國見FC」合組而成，出戰長崎縣聯賽，已取得冠軍。在九州各縣大賽中取得亞軍並獲得升班資格（決賽不敵FC琉球）。
2009年獲得J League牌照，可以參加職業聯賽。
2012年，憑著在日本足球聯賽的出色表現，球會首次升班乙組，2013年便立即取得好成績，在聯賽取得第6名獲得升班附加賽資格，但在首圈以0:0賽和第三名的京都不死鳥而出局。2014年戰績大幅滑落，僅以第14名完成球季。
2017年再次衝擊升班資格，一直保持穩定戰績，最終憑藉出色的主場戰績，長時間穩守第二位並最終升班，首次出戰日職聯。球隊於2005年成軍、2012年才正式征戰職業聯賽，並僅花了5年登上日本最高級別的職業聯賽，對球隊來說可說是非常鼓舞。升班日職後，球隊亦從多方補充戰力以在日職聯保持競爭力，首季目標是保持主場強勢並爭取護級。球隊引援名單包括從FC東京羅致家鄉為國見的老將德永悠平、從新潟天鵝加盟的前鋒鈴木武藏、神戶勝利船門將德重健太、福岡黃蜂的中村北斗、甲府風林中場黑木聖仁以及海登咸的澳洲外援本·哈洛蘭（Ben Halloran）。並從大阪飛腳召回外借的中原彰吾。一眾日本足球專家一貫看淡長崎在日職聯的前景，預測球隊會在升班後立即降班。
2018年2月26日，出戰首場日職聯賽，作客1:2不敵同為升班馬的湘南比馬。2018年3月3日日職主場首戰對陣鳥栖砂岩，在領先兩球後被2:2逼和，錯失開季首勝機會。第三輪則在主場逼和勁旅浦和紅鑽。
經過開季6戰不勝的慘淡戰績後，長崎終於在4月11日作客擊敗清水心跳1:0，取得歷史日職首勝。三日後再於主場以3:0大炒榜尾的大阪飛腳，再創歷史首度連勝。4月22日，球隊再於主場以1:0力克柏雷素爾，成功取得3連勝。
J2降級在11月17日确定。最后成绩在最末等是8胜6分20败的得分30。

## 外部連結
- 官方网站
- 長崎成功丸的Facebook專頁
- 長崎成功丸的X（前Twitter）
- 長崎成功丸的Instagram帳戶
- 長崎成功丸的TikTok
- YouTube上的長崎成功丸頻道